# Bjurholm
Bjurholm este un oraș în Suedia.

## Demografie
| \| Evoluția demografică a zonei urbane Bjurholm, 1970–2015 \| Evoluția demografică a zonei urbane Bjurholm, 1970–2015 \| Evoluția demografică a zonei urbane Bjurholm, 1970–2015 \| Evoluția demografică a zonei urbane Bjurholm, 1970–2015 \| Evoluția demografică a zonei urbane Bjurholm, 1970–2015 \| \| --------------------------------------------------------------------------------------- \| ------------------------------------------------------- \| ------------------------------------------------------- \| ------------------------------------------------------- \| ------------------------------------------------------- \| \| An \| \| \| Locuitori \| \| \| 1970 \| 1970 \| \| 1.009 \| 1.009 \| \| 1975 \| 1975 \| \| 1.017 \| 1.017 \| \| 1980 \| 1980 \| \| 1.100 \| 1.100 \| \| 1990 \| 1990 \| \| 1.066 \| 1.066 \| \| 1995 \| 1995 \| \| 1.076 \| 1.076 \| \| 2000 \| 2000 \| \| 1.051 \| 1.051 \| \| 2005 \| 2005 \| \| 987 \| 987 \| \| 2010 \| 2010 \| \| 968 \| 968 \| \| 2015 \| 2015 \| \| 1.000 \| 1.000 \| \| Sursa: SCB - Statistika Centralbyrån, Folkmängden per tätort. Vart femte år 1960 - 2016 \| \| \| \| \| |      |  |           |       |
| Evoluția demografică a zonei urbane Bjurholm, 1970–2015 |      |  |           |       |
| An |      |  | Locuitori |       |
| 1970 | 1970 |  | 1.009     | 1.009 |
| 1975 | 1975 |  | 1.017     | 1.017 |
| 1980 | 1980 |  | 1.100     | 1.100 |
| 1990 | 1990 |  | 1.066     | 1.066 |
| 1995 | 1995 |  | 1.076     | 1.076 |
| 2000 | 2000 |  | 1.051     | 1.051 |
| 2005 | 2005 |  | 987       | 987   |
| 2010 | 2010 |  | 968       | 968   |
| 2015 | 2015 |  | 1.000     | 1.000 |
| Sursa: SCB - Statistika Centralbyrån, Folkmängden per tätort. Vart femte år 1960 - 2016 |      |  |           |       |